# Johnny Werket
John Roland „Johnny“ Werket (8. října 1924 Saint Paul, Minnesota – 4. června 2010 Sun City West, Arizona) byl americký rychlobruslař.
Na mezinárodní scéně debutoval v roce 1948. Tehdy se zúčastnil Zimních olympijských her (1500 m – 6. místo, 10 000 m – 11. místo), poté startoval na Mistrovství Evropy, kde skončil na šesté příčce, a následně získal stříbrnou medaili na Mistrovství světa, což byl největší úspěch jeho sportovní kariéry. O rok později byl na světovém šampionátu pátý, v roce 1950 vybojoval bronz. Zúčastnil se také ZOH 1952 (500 m – 11. místo, 1500 m – 12. místo) a 1956 (500 m – 11. místo, 1500 m – 25. místo). V roce 1956 ukončil aktivní sportovní kariéru. Již od roku 1952 se věnoval trénování amerických rychlobruslařů. Mezi jeho pozdější svěřence patřili i Dianne Holumová a Eric Heiden.